# Zazu Nova
Zazu Nova, monónimamente conocida como Nova,  fue una activista por la liberación gay estadounidense y miembro fundadora de la Gay Youth. Una mujer transgénero negra, se mudó a la ciudad de Nueva York cuando era una adulta joven y trabajó en Christopher Street como prostituta, a menudo montada en drag. Más tarde tuvo un papel destacado en los disturbios de Stonewall y se unió al Frente de Liberación Gay. En 1970, Nova ayudó a fundar el capítulo de Nueva York de Gay Youth para brindar apoyo a personas demasiado jóvenes para participar en el GLF. Desapareció poco después de que el GLF se disolviera.

## Primeros años
Nova nació en Syracuse, Nueva York, a finales de la década de 1940. Aunque no se sabe mucho sobre su educación, fue criada en la religión y mantuvo sus creencias unitarias durante toda su vida. Cuando abandonó Siracusa, Nova había sido enviada a prisión en varias ocasiones por razones desconocidas. Se mudó a la ciudad de Nueva York en 1965 con el sueño de encontrar el éxito como dramaturga en Broadway o en La MaMa Experimental Theatre Club.
En la ciudad de Nueva York, Nova trabajó en Christopher Street como prostituta, a menudo montada en drag bajo el nombre de "Zazu Nova, Reina del Sexo", y participó en la escena artística del centro. En esa época, usaba ropa de mujer con la misma frecuencia que de hombre y era conocida por su afro platino, sus botas largas y su minifalda corta. Nova pronto se hizo amiga de los artistas queer Marsha P. Johnson y Agosto Machado.  Más tarde se mudó al Upper West Side.

## Activismo

### Disturbios de Stonewall
Aunque Nova no estaba en el Stonewall Inn la primera noche de los disturbios, se unió al levantamiento en los barrios circundantes. En Stonewall: Los disturbios que desencadenaron la revolución gay, de David Carter, se identifica a Nova como una de las «tres personas que se sabe que estuvieron a la vanguardia» de la resistencia contra la policía, junto con Marsha P. Johnson y Jackie Hormona. Varios testimonios de testigos oculares también mencionan su papel principal en el levantamiento. Nova luchó junto a Johnson durante parte del motín, y en un momento las dos se tomaron una foto juntas.

### Después de Stonewall
Nova participó activamente en varias organizaciones de liberación gay en los años posteriores a Stonewall. Se unió al Frente de Liberación Gay (GLF) y participó en la creación de Street Transvestite Action Revolutionaries (STAR). En 1970, Nova ayudó a fundar Gay Youth, un grupo que trabajaba junto con STAR y brindaba apoyo a personas demasiado jóvenes para participar en el GLF. También escribió artículos para periódicos LGBTQ y participó en el primer número de Come Out!.

## Legado
Nova desapareció a mediados de la década de 1970; sus amigos y compañeros activistas no estaban seguros de si había muerto o se había ido de Nueva York. A pesar de no haber vuelto a aparecer, se la recuerda como una de las personas que, según se dice, "arrojó el primer ladrillo" en el levantamiento de Stonewall.
En febrero de 2025, el Servicio de Parques Nacionales actualizó su descripción de Nova de "mujer transgénero negra" a "mujer negra", probablemente como resultado de la Orden Ejecutiva 14168. Este cambio, así como otras eliminaciones de terminología relacionada con personas transgénero de la página web, provocaron importantes reacciones negativas y protestas en el Monumento Nacional Stonewall en Nueva York.

### Citas
1. 1 2 3  Tourmaline, 2025, p. 72.
2. 1 2 3 4  Cohen, 2008, p. 47.
3. 1 2  Carter, 2004, p. 64.
4. ↑  Carter, 2004, p. 64–65.
5. 1 2 3 4  Tourmaline, 2025, p. 73.
6. ↑  Cohen, 2008, p. 48.
7. 1 2 3 4  «Zazu Nova». National Park Service. U.S. Department of the Interior. Archivado desde el original el 3 de junio de 2024. Consultado el 22 de mayo de 2025.
8. 1 2  Méndez, Lola (24 de mayo de 2023). «Meet the Heroes of the Stonewall Riots, a Turning Point in the Gay Rights Movement». Good Housekeeping. Hearst Communications. Consultado el 24 de mayo de 2025.
9. ↑  Carter, 2004, p. 261.
10. ↑  Carter, David (27 de junio de 2019). «Exploding the Myths of Stonewall». Gay City News. Schneps Media. Consultado el 24 de mayo de 2025.
11. 1 2  «Virtual Fence Exhibit – Stonewall National Monument». National Park Service. U.S. Department of the Interior. Archivado desde el original el 18 de enero de 2025. Consultado el 22 de mayo de 2025.
12. 1 2  Carter, 2004, p. 298.
13. 1 2 3  «Zazu Nova». New York Public Library. Consultado el 25 de mayo de 2025.
14. ↑  Tourmaline, 2025, p. 83.
15. 1 2  White, Heather R. (1 de noviembre de 2024). «Coming Out in the Parish Hall: New York's Gay Movement and the Church of the Holy Apostles, 1969–70». QTR: A Journal of Trans and Queer Studies in Religion (Duke University Press) 1 (2): 149-170. doi:10.1215/29944724-11365529. Consultado el 25 de mayo de 2025.
16. ↑  Cohen, 2008, p. 99.
17. ↑  Nova (1970). «The Gay Youth group is looking around for help...». GLF News (15). p. 2.
18. ↑  «A newspaper by and for the gay community». Come Out! 1 (1) (New York City: Gay Liberation Front). 14 de noviembre de 1969. p. 2. Consultado el 24 de mayo de 2025.
19. ↑  Cohen, 2008, p. 88.
20. ↑  Ballutay, Jenny (26 de febrero de 2025). «In the Face of Erasure | Suppressing Stonewall». The Stanford Daily (WordPress). Consultado el 25 de mayo de 2025.
21. 1 2  Waller, Arin (14 de febrero de 2025). «Thousands protest Donald Trump's attempt to erase trans people from Stonewall Riots». LGBTQ Nation (Q.Digital). Consultado el 25 de mayo de 2025.

### Obras citadas
- Carter, David (2004). Stonewall: The Riots That Sparked the Gay Revolution. Macmillan Publishers. ISBN 978-0-312-34269-2. Consultado el 22 de mayo de 2025.
- Cohen, Stephan L. (2008). The Gay Liberation Youth Movement in New York. Routledge. ISBN 978-0-415-95799-1. Consultado el 22 de mayo de 2025.
- Tourmaline (2025). Marsha: The Joy and Defiance of Marsha P. Johnson. Penguin Group. ISBN 978-0-593-18566-7. Consultado el 22 de mayo de 2025.

- Datos: Q134835484